# 사마르칸트
사마르칸트(러시아어: Самарка́нд, 우즈베크어: Samarqand, Самарқанд 사마르칸드, 아랍어: سمرقند, 페르시아어: سمرقند, 문화어: 싸마르깐드)는 중앙아시아 두번째로 큰 우즈베키스탄의 고도이며, 사마르칸트 주의 주도이다. 소그드어로 ‘돌 요새’ 또는 ‘바위 도시’라는 의미이며, 몽골어(Самарканд)로는 ‘밤 바위’ 또는 ‘딱딱한 바위’를 의미한다. 이곳이 가장 유명한 이유는 서역과 중국의 실크로드 중간에 위치한 지정학적 위치로 이슬람 연구의 중심이 되는 곳이다. 14세기에 티무르 제국의 수도였으며, 구르아미르의 유적지이다. 비비하눔 사원 유적지는 이 도시의 가장 유명한 랜드마크 중 하나이다. 레기스탄은 고도의 중심지였다.
제라프샨강 하류에 있고, 기계·화학·면화·비단·피혁 등의 공업이 발달해 있다. 인구 약 38만 명(2001년). 주민은 400만 명이며, 우즈벡인, 타지크족, 러시아인, 유대인이 거주하고 있다.
2001년, 유네스코는 세계 유산 목록에 사마르칸트를 〈사마르칸트 - 문화의 교차로〉(Samarkand – Crossroads of Cultures)로 추가하였다.

## 어원
기원전 332년 알렉산더 대왕이 동방 원정을 왔을 때, 이 도시의 이름은 ‘마라칸다’(Marakanda)로 알려져 있었다. 이 마라칸다가 어떻게 사마르칸트/사마르칸으로 진화되었는 지에 대해서는 여러 이론이 있다. 그 중 하나는 고대 페르시아어의 ‘돌’, ‘바위’를 의미하는 ‘아스마라’(asmara)와 소그드어에서 ‘요새’, ‘성곽도시’(town)를 의미하는 ‘칸드’(kand)의 결합이다. 산스크리트어의 경전에 의하면, 사마르칸트의 원래 이름은 ‘마르칸다’(Markanda)였으며, 이것은 마르칸다라는 이름을 가진 베다 성자의 이름을 딴 것이라고 한다. 이후 그리스어에서는 이 도시를 ‘마라칸다’(Maracanda)로 언급하고 있으며, 이것은 이전 산스크리트어 이름의 오기라고 추측된다.

## 역사
기원전 8세기 무렵부터 이란계 민족이 오아시스 도시로 발전시켰다. 그리스 사초는 기원전 4세기 알렉산더 대왕이 이끄는 마케도니아 왕국 원정군에 끝까지 저항한 소그드인들의 도시 마라칸다라는 이름으로 알려졌었다.
중국에서는 후한서 등의 역사서에 ‘강국’(康國)으로 나타나 있으며, 소무구성(昭武九姓)의 하나로 거론되었고, 왕족은 월지의 자손으로 언급되어 있다. 현장과 후세의 아랍, 페르시아 지리서에 따르면 소그디아나, 트란스옥시아나의 중심으로 불리고 있다. 도시 국가의 연합체였던 소그다아나는 사마르칸트의 지배자가 때로는 도시 국가 연맹 전체의 맹주가 될 수 있었으며, 8세기 초에는 사마르칸트 왕 데이워스티투가 소그드 왕을 자칭하고 있었다.
712년에 쿠타이바 이븐 무슬림에 의해 세워진 우마이야 왕조의 아랍 연합군에 정복되어 이슬람화가 시작되었다. 이슬람 시대를 통해 부하라와 함께 마라와 안나폴의 중심도시로 발전했다. 759년 이슬람 세계 최초의 제지 공장이 운용된 것도 사마르칸트의 것으로 전해진다.
1060년에 완성한 중국 당나라의 역사서 신당서 서역전에는 강국(康國) 또는 살말건(薩末建), 실만근(悉萬斤)으로 기재가 되어 있다.
8세기 전반 칼리프 정권 하에 들어가 이슬람화하였으며, 9~10세기에는 이란계 이슬람 정권인 사만 왕조 하에서 번영하였다. 그 후 카라한 왕조, 카라키타이 왕국, 호라즘 샤 왕조 등의 지배하에 점차 투르크화하였다. 요나라, 원나라의 사서에 심사간(尋思干)으로 보이는 것은 투르크명 Semizkend의 음을 빌린 것이다. 13세기 전반, 몽골족의 정복 이후에는 약간 쇠퇴하였다.
14세기 후반에 티무르 제국의 수도가 되어 크게 번영하였다. 16세기초 이래 부하라 한국의 영유가 되었고, 19세기 중엽에는 러시아가 점령한 바 있었다.

## 기후
대륙성 기후로 기온차가 심하다. 여름은 건조하고, 낮에는 40도 가까운 무더위가 오지만, 해발 702m와 높은 위도로 타슈켄트 보다는 더위가 누그러져 아침 저녁으로는 비교적 시원하다. 겨울은 춥고 강설량도 있지만, 해마다 차이가 크고, 1월 평균 기온 0도 전후를 큰폭으로 밑도는 추위가 오기도 하며, 과거에는 -25.4 °C를 기록한 적도 있다.
| 사마르칸트의 기후                                        | 사마르칸트의 기후 | 사마르칸트의 기후 | 사마르칸트의 기후 | 사마르칸트의 기후 | 사마르칸트의 기후 | 사마르칸트의 기후 | 사마르칸트의 기후 | 사마르칸트의 기후 | 사마르칸트의 기후 | 사마르칸트의 기후 | 사마르칸트의 기후 | 사마르칸트의 기후 | 사마르칸트의 기후 |
| 월                                                       | 1월               | 2월               | 3월               | 4월               | 5월               | 6월               | 7월               | 8월               | 9월               | 10월              | 11월              | 12월              | 연간              |
| -------------------------------------------------------- | ----------------- | ----------------- | ----------------- | ----------------- | ----------------- | ----------------- | ----------------- | ----------------- | ----------------- | ----------------- | ----------------- | ----------------- | ----------------- |
| 역대 최고 기온 °C (°F)                                   | 22.8 (73.0)       | 26.7 (80.1)       | 31.7 (89.1)       | 36.2 (97.2)       | 39.5 (103.1)      | 41.4 (106.5)      | 42.4 (108.3)      | 41.0 (105.8)      | 38.2 (100.8)      | 35.2 (95.4)       | 29.9 (85.8)       | 26.7 (80.1)       | 42.4 (108.3)      |
| 일평균 최고 기온 °C (°F)                                 | 6.8 (44.2)        | 9.1 (48.4)        | 14.2 (57.6)       | 21.1 (70.0)       | 26.4 (79.5)       | 32.2 (90.0)       | 34.1 (93.4)       | 32.9 (91.2)       | 28.3 (82.9)       | 21.6 (70.9)       | 15.3 (59.5)       | 9.1 (48.4)        | 20.9 (69.6)       |
| 일일 평균 기온 °C (°F)                                   | 1.9 (35.4)        | 3.6 (38.5)        | 8.5 (47.3)        | 14.9 (58.8)       | 19.8 (67.6)       | 25.0 (77.0)       | 26.7 (80.1)       | 25.2 (77.4)       | 20.1 (68.2)       | 13.6 (56.5)       | 8.4 (47.1)        | 3.8 (38.8)        | 14.3 (57.7)       |
| 일평균 최저 기온 °C (°F)                                 | −1.7 (28.9)       | −0.5 (31.1)       | 4.0 (39.2)        | 9.4 (48.9)        | 13.5 (56.3)       | 17.4 (63.3)       | 18.9 (66.0)       | 17.4 (63.3)       | 12.7 (54.9)       | 7.2 (45.0)        | 3.4 (38.1)        | −0.2 (31.6)       | 8.5 (47.3)        |
| 역대 최저 기온 °C (°F)                                   | −25.4 (−13.7)     | −22 (−8)          | −14.9 (5.2)       | −6.8 (19.8)       | −1.3 (29.7)       | 4.8 (40.6)        | 8.6 (47.5)        | 5.9 (42.6)        | 0.0 (32.0)        | −6.4 (20.5)       | −18.1 (−0.6)      | −22.8 (−9.0)      | −25.4 (−13.7)     |
| 평균 강수량 mm (인치)                                    | 41 (1.6)          | 46 (1.8)          | 100 (3.9)         | 60 (2.4)          | 36 (1.4)          | 6 (0.2)           | 4 (0.2)           | 1 (0.0)           | 4 (0.2)           | 17 (0.7)          | 34 (1.3)          | 47 (1.9)          | 396 (15.6)        |
| 평균 강수일수                                            | 12.4              | 12.4              | 14.6              | 12.6              | 8.4               | 2.8               | 1.7               | 0.7               | 1.8               | 6.4               | 8.5               | 10.7              | 93                |
| 평균 강설일수                                            | 9                 | 7                 | 3                 | 0.3               | 0.03              | 0                 | 0                 | 0                 | 0                 | 0.3               | 2                 | 6                 | 28                |
| 평균 상대 습도 (%)                                       | 76                | 74                | 70                | 63                | 55                | 42                | 42                | 43                | 47                | 59                | 68                | 74                | 60                |
| 평균 월간 일조시간                                       | 133.3             | 132.8             | 170.5             | 219.0             | 316.2             | 378.0             | 396.8             | 362.7             | 309.0             | 235.6             | 174.0             | 130.2             | 2,958.1           |
| 출처 1: Pogoda.ru.net, 세계 기상 기구 (UN) (강수일 only) |                   |                   |                   |                   |                   |                   |                   |                   |                   |                   |                   |                   |                   |
| 출처 2: 홍콩 기상청 (일조일 only)                        |                   |                   |                   |                   |                   |                   |                   |                   |                   |                   |                   |                   |                   |

## 볼거리
- 레기스탄 이슬람 건축의 가장 뛰어난 예제 중 하나이다. 3개의 분리된 건물로 구성되어 있다.
  - 울루그벡 마드라사 (1417–1420)
  - 쉐르도르 마드라사 (용맹한 사자) (1619–1635/36)
  - 틸라 코리 마드라사 (1647–1659/60)
- 비비하님 모스크
- 구르아미르 영묘 (1404)
- 울루그벡 천문대 (1428–1429)
- 샤히진다 영묘
- 아프라시야브 유적지 (기원전 7세기 ~ 13세기)
- 시욥 바자르

## 교통
사마르칸트 국제 공항이 있고, 타슈켄트와 모스크바로 운항하고 있다. 2015년 기준으로 인천국제공항에서 직항편은 없고, 타슈켄트로 대한항공과 아시아나, 우즈베키스탄항공이 운항하고 있기 때문에, 경유를 하거나 국내선편으로 갈아타야 한다.
타슈켄트와 연결하는 고속 열차 아프로시욥 호가 매일 왕복 운행되고 있다.

## 자매 도시
- 튀르키예 이스탄불
- 튀르키예 이즈미르
- 튀르키예 에스키셰히르
- 튀르키예 안탈리아
- 이란 니샤푸르
- 우크라이나 리비우
- 아프가니스탄 발흐
- 투르크메니스탄 메르브
- 타지키스탄 후잔트
- 우즈베키스탄 부하라
- 페루 쿠스코
- 파키스탄 라호르
- 대한민국 경주
- 대한민국 광주광역시
- 인도네시아 반다아체
- 인도 뉴델리
- 튀니지 카이르완
- 러시아 크라스노야르스크
- 러시아 사마라
- 중화인민공화국 시안 시

## 갤러리

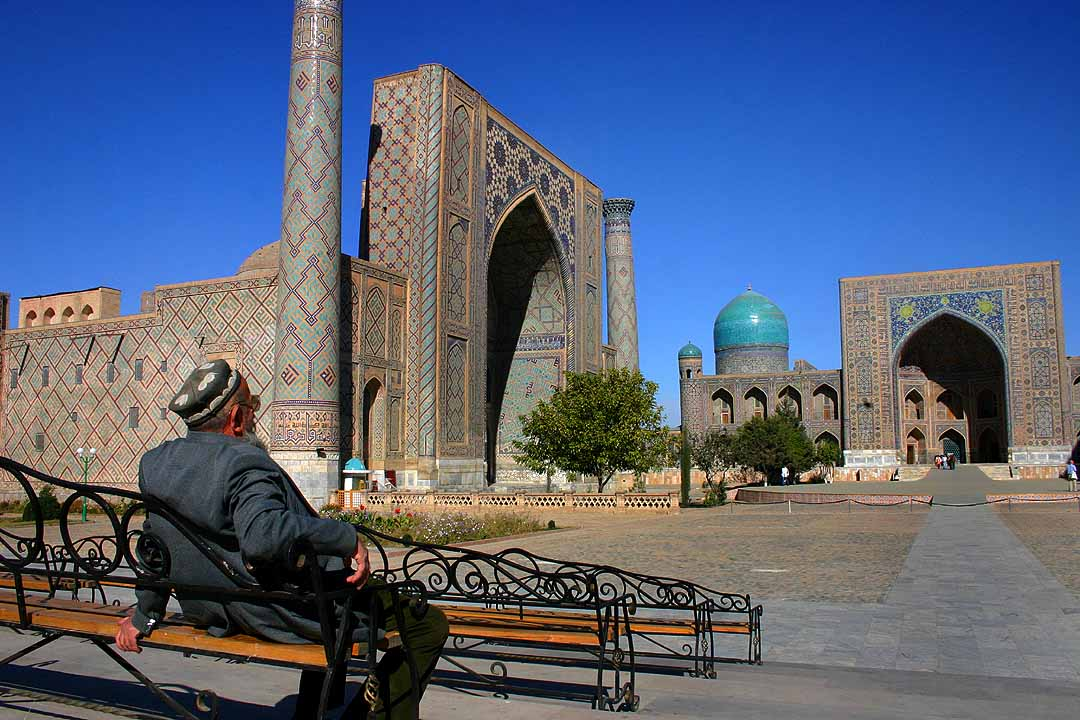
레기스탄의 풍경을 즐기는 사람
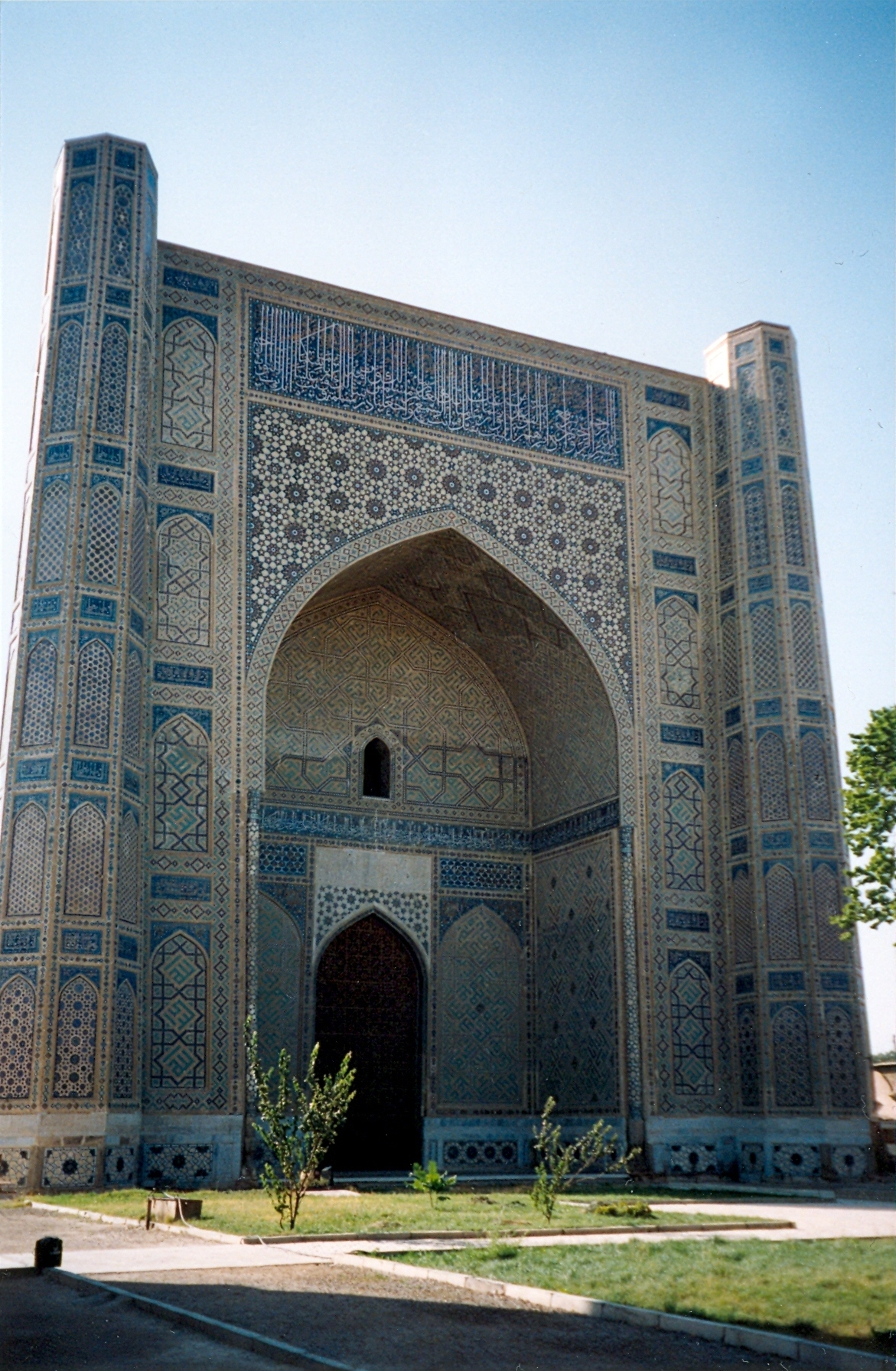
비비하눔 모스크
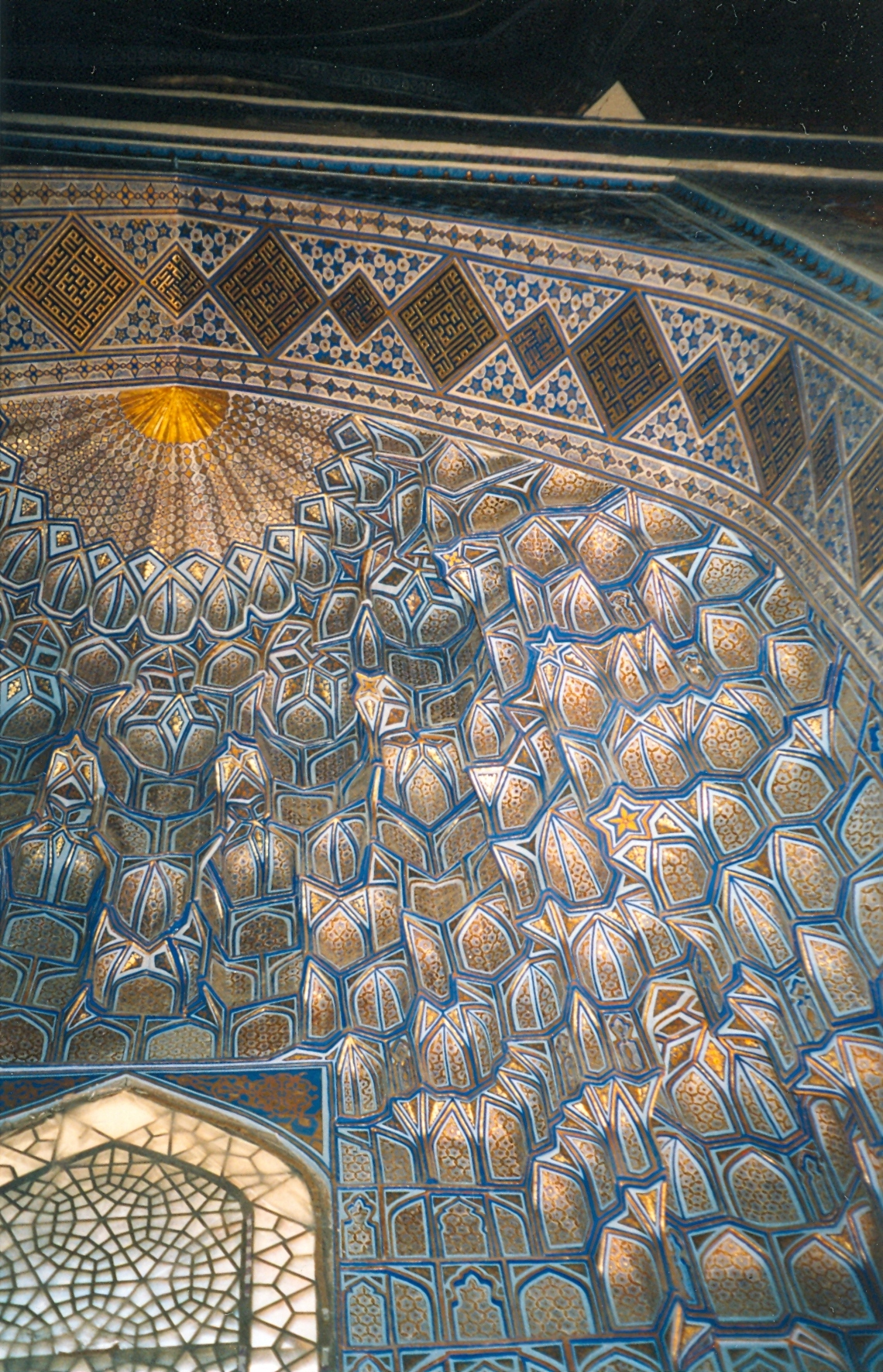
구레 아미르의 내부장식
사마르칸트의 마드라사(학원) 칼라사진 (1912)